# Trichostylum parafaciale
Trichostylum parafaciale är en tvåvingeart som beskrevs av Barraclough 1992. Trichostylum parafaciale ingår i släktet Trichostylum och familjen parasitflugor. Inga underarter finns listade i Catalogue of Life.